# Stef Dusseldorp
Stef Dusseldorp, né le 27 septembre 1989 à Winterswijk, est un pilote automobile néerlandais. 
Il est engagé depuis 2011 dans le Championnat du monde FIA GT1 au sein de l'écurie Hexis Racing.

## Biographie
Stef Dusseldorp a commencé le sport mécanique par le karting à l'âge de sept ans et a commencé en compétition de monoplace avec la Formule Renault 2.0 en 2007. Il continue ensuite en Championnat d'Allemagne de Formule 3 où il termine vice-champion en 2009 derrière son coéquipier Laurens Vanthoor.
En 2011, l'écurie Hexis Racing lui confie un volant en Championnat du monde FIA GT1, il remporte une victoire dès sa deuxième course et conforte sa place dans ce championnat de Grand Tourisme malgré son jeune age.

## Palmarès
- Formule Renault 2.0
  - Une victoire à Zolder en Formula Renault 2.0 Northern European Cup en 2008

- Championnat d'Allemagne de Formule 3
  - Vice-champion en 2009
  - Quatre victoires entre 2009 et 2010

- Championnat du monde FIA GT1
  - Vainqueur de la course principale d'Abou Dabi en 2011
  - Vainqueur des courses de qualification et principales du Circuit de Navarre et de Donington Park et de la course principale du Moscow Raceway en 2012